# Park Kyu-chung
Park Kyu-chung (kor. 박규정, ur. 12 czerwca 1924, zm. w 2000) – południowokoreański piłkarz i trener, występujący podczas kariery na pozycji obrońcy.

## Kariera klubowa
Pak karierę piłkarską rozpoczął w Pyongyang FC w 1939. Po wojnie występował w klubach Gyeongseong FC, Joseon Electric i ROK Army.

## Kariera reprezentacyjna
W reprezentacji Korei Południowej Pak występował w latach 50. 
W 1954 został powołany do kadry na mistrzostwa świata. Na mundialu w Szwajcarii wystąpił w przegranych meczach z Turcją 0-7 i Węgrami 0-9.

## Kariera trenerska
Po zakończeniu kariery piłkarskiej Pak został trenerem. Trenował kluby ROK Army OPMG, Yangzee FC i Korea Trust Bank. W latach 1959 i 1966 prowadził reprezentację Korei Południowej U-20.